# جين كوك رايت
جين كوك رايت (بالإنجليزية: Jane Cooke Wright)‏ (المعروفة أيضًا باسم «جين جونز» أو «السيدة جين جونز») (20 نوفمبر 1919 - 19 فبراير 2013 م) باحثة رائدة في مجال علم الأورام وجراحة مشهورة لمساهماتها في العلاج الكيميائي. ويرجع الفضل إلى رايت في تطوير تقنية استخدام زراعة الأنسجة البشرية بدلاً من الفئران المعملية لاختبار تأثيرات الأدوية المحتملة على الخلايا السرطانية. وقد كانت رائدة في استخدام عقار الميثوتركسيت لعلاج سرطان الثدي وسرطان الجلد (الفطار الفطراني «الورم الحبيبي الفطراني»).

## نشأتها وتعليمها
ولدت رايت في مانهاتن، والداها هما كورين كوك، معلمة مدرسة عامة، ولويس تي رايت، خريج كلية ميهاري الطبية وأحد أوائل الخريجين الأمريكيين من أصل أفريقي من كلية الطب في جامعة هارفارد. وكان والدها، لويس تومبكينز رايت، من عائلة طبية. كان ابنًا للطبيب سياه كيتشام رايت، وهو طبيب تخرج في كلية بنكيك الطبية، وكانت أمه زوجة ويليام فليتشر بن، أول خريج أمريكي من أصل أفريقي في كلية ييل الطبية. وكان عم رايت -هارولد دادفورد ويست- طبيبًا أيضًا، ورئيسًا لكلية ميهاري الطبية. اتبعت جين رايت وأختها باربرا رايت بيرس خطى أبيهما وأجدادهما، وأصبحتا طبيبتين، وتغلبتا على كل من التحيز الجنسي والعرقي في مهنة كانت تخص الذكور البيض إلى حد كبير.
تمتلك عائلة جين تاريخًا كبيرًا من الإنجاز الأكاديمي في الطب. كان أول أفراد عائلة رايت العاملين في المجال الطبي الطبيب سياه كيتشام رايت. الذي ولد بداية في العبودية، وبعد الحرب الأهلية، حصل سياه على شهادته الطبية من كلية ميهاري الطبية. وكان زوج والدة جين، الطبيب ويليام فليتشر ابن أول أمريكي من أصل أفريقي يتخرج في كلية الطب في جامعة ييل. وأخيرًا، كان والدها، الطبيب لويس تي رايت، الذي استمدت إلهامًا كبيرًا منه، من بين أول الطلاب السود الذين حصلوا على درجة الدكتوراه من كلية الطب في جامعة هارفارد، وأول طبيب أمريكي من أصل أفريقي في مستشفى عام في مدينة نيويورك. وخلال 30 عامًا من عمله في مستشفى هارلم، أسس وأدار مؤسسة أبحاث السرطان في مستشفى هارلم.
ارتادت جين كلية سميث، وأرادت في البداية الحصول على شهادة في الفن، ولكن والدها اقترح تغيير دراستها إلى دراسات ما قبل الطب. وبعد دراستها في كلية سميث، حصلت جين على منحة دراسية كاملة لدراسة الطب في كلية الطب في نيويورك. تخرجت كجزء من برنامج مدته ثلاث سنوات وكانت الأولى على فصلها مع جائزة الشرف عام 1945م. بعد تخرجها في كلية الطب، حصلت الطبيبة رايت على تدريب في مستشفى بلفيو خلال عامي 1945 و1946م. وفي عام 1947م، تزوجت بديفيد د. جونز الابن، الذي عمل محاميًا عام 1949م، وأكملت إقامتها الجراحية في مستشفى هارلم في عام 1948م، حيث عمل والدها.[بحاجة لمصدر]
عندما كانت جين طفلة، التحقت بمدرسة فيلدستون للثقافة الأخلاقية، التي أصبحت فيما بعد مدرسة «الثقافة الأخلاقية» و«مدرسة فيلدستون»، وتخرجت فيها عام 1938م. وحصلت على شهادة في الفنون من كلية سميث عام 1942، ثم حصلت على شهادة الطب، وتخرجت بمرتبة الشرف عام 1945 من كلية الطب في نيويورك.

## النشأة والتعليم
وُلدت رايت في مانهاتن لكورين كوك، مدرسة بمدرسة عامة، ولويس ت. رايت، خريج كلية ميهاري الطبية وأحد أوائل الخريجين الأميركيين من أصل أفريقي من كلية الطب بجامعة هارفارد. كان والدها لويس تومبكينز رايت من عائلة طبية. لقد كان طفلًا للدكتور تشيه كيتشام رايت، وهو طبيب تخرج من كلية بينكيك الطبية، وربيب وليام فليتشر بن، أول خريج أمريكي من أصل أفريقي من كلية ييل الطبية. كان عم رايت، هارولد دادفورد ويست، طبيباً، ورئيس كلية طب مهاري في النهاية. حارب والد رايت باستمرار ضد الظلم العنصري وأعلن أن الجمعية الطبية الأمريكية مسؤولة عن التمييز العنصري القائم في المجال الطبي. وصرح علنًا بأن «الجمعية الطبية الأمريكية أبدت اهتمامًا كبيرًا بصحة الزنجي بقدر اهتمام هتلر بصحة اليهودي». مصممة على أن تكون طبيبة، اتبعت جين رايت وشقيقتها باربرا رايت بيرس خطى والدهما وأجدادهما، حيث نجحا في التغلب على كل من التحيز الجنسي والجنساني في مهنة ذكور بيضاء إلى حد كبير.
كان لدى عائلة جين تاريخ قوي في الإنجاز الأكاديمي في الطب. أول عضو طبي في عائلة رايت كان الدكتور تشيه كيتشام رايت. منذ ولادته، كان تشيه عبدًا، وبعد الحرب الأهلية، حصل كيتشام على شهادته الطبية من كلية مهاري الطبية. وكان زوج أم جين، الدكتور ويليام فليتشر بن، أول أمريكي من أصل أفريقي يتخرج من كلية ييل الطبية. أخيرًا، كان والد جين، الدكتور لويس ت. رايت، الذي استلهمت منه كثيرًا، من أوائل الطلاب السود الذين حصلوا على درجة الماجستير من كلية الطب بجامعة هارفارد، وهو أول طبيب أمريكي من أصل أفريقي في مستشفى عام في مدينة نيويورك. خلال السنوات الثلاثين التي قضاها في مستشفى هارلم، أسس وأدار مؤسسة هارلم لأبحاث السرطان.
التحقت جين بكلية سميث، وكانت ترغب في الأصل في الحصول على درجة علمية في الفن، إلا أن والدها اقترح تغيير دراساتها إلى دراسات ما قبل الطب. بعد دراستها في كلية سميث، حصلت جين على منحة دراسية كاملة لدراسة الطب في كلية نيويورك الطبية. تخرجت من برنامج مسرّع مدته ثلاث سنوات كأحد المتفوقات في عام 1945 ونالت جائزة الشرف. بعد تخرجها من كلية الطب، حصلت الدكتورة رايت على تدريب في مستشفى بلفيو خلال عامي 1945 و 1946. في عام 1947، تزوجت من ديفيد دي جونز، الابن، وهو محام في عام 1949. أكملت إقامتها الجراحية في مستشفى هارلم في عام 1948، حيث كان والدها. [بحاجة لمصدر]
عندما كانت طفلة، التحقت رايت بمدرسة فيلدستون للثقافة الأخلاقية، ثم بمدرسة «للثقافة الأخلاقية» و «مدرسة فيلدستون»  التي تخرجت منها في عام 1938  تخرجت بشهادة فنية من كلية سميث في عام 1942  ثم حصلت على شهادة في الطب، وتخرجت مع مرتبة الشرف في عام 1945 من كلية الطب في نيويورك.

## المهنة
بعد المدرسة الطبية، أكملت برنامج الإقامة في مستشفى بلفيو (1945-1946م) ومستشفى هارلم (1947-1948م)، واستكملت فترة عملها في مستشفى هارلم كرئيسة المقيمين. في عام 1949م، انضمت إلى والدها في الأبحاث في مركز أبحاث السرطان في مستشفى هارلم، الذي أسسه،  ثم خلفته كمديرة عندما توفي في عام 1952م. في عام 1955م قبلت منصباً للبحث في مركز بيلفيو الطبي بجامعة نيويورك وأستاذةً مشاركةً للبحوث الجراحية ومديرة أبحاث السرطان.
بعد انضمامها إلى والدها في مؤسسة أبحاث السرطان في مستشفى هارلم عام 1949م. وخلال فترة وجودها في معهد الأبحاث، أثارت هي ووالدها اهتمامًا بالعقارات الكيميائية. كانوا مهتمين بإتاحة العلاج الكيميائي للجميع. في الأربعينيات من القرن الماضي، كان العلاج الكيميائي حدثًا جديداً، لذلك لم تكن فاعليته العلاجية معروفة بل كان في مرحلته التجريبية. اعتبر العلاج الكيميائي «الملاذ الأخير» وكانت الأدوية المتاحة والجرعات غير محددة بشكل دقيق. أرادت كل من جين ووالدها جعل العلاج الكيميائي أكثر سهولة في علاج السرطان. كانت جين ووالدها من أوائل من أقروا باستخدام التي الخردل النيتروجيني ومضادات حمض الفوليك كعلاج للسرطان. عن طريق تثبيط الأحماض الفوليكية، تكون الخلايا غير قادرة على صنع سلاسل جديدة من الحمض النووي / الحمض النووي الريبي أو إنتاج بروتينات لتحفيز الانقسام. لأن للخلايا السرطانية نشاط تكاثري هائل مقارنة بالخلايا الأخرى في جسم الإنسان، فمن المهم جدًا إيقاف الانقسامات الخلوية للتحكم بالمرض. ربما كانت مضادات حمض الفوليك التي تم اختبارها أهم اكتشاف لأن المضادات الحيوية قوية للغاية ضد مجموعة واسعة من الأورام الصلبة، بما في ذلك عدة أنواع من سرطان الدم، ومرض هودجكين، والليمفوساركوما، سرطان الجلد، وسرطان البروستاتا. لا يزال الميثوتريكسيت واحدًا من أدوية العلاج الكيميائي الرئيسية المستخدمة اليوم لعلاج العديد من أنواع السرطان، وكان أساسًا لكل أنواع العلاج الكيميائي الحديث.
تضمن البحث الذي أجرته رايت دراسة آثار الأدوية المختلفة على الأورام، وكانت أول من عرّف الميثوتريكسيت، أحد أدوية العلاج الكيميائي التأسيسي، كأداة فعالة ضد الأورام السرطانية. أدى عمل رايت المبكر إلى نقل العلاج الكيميائي من عالم العلاج الافتراضي التجريبي، إلى عالم علاجات السرطان المُثبت جدواها، مما أدى إلى إنقاذ ملايين الأرواح حرفيًا. قدمت رايت ووالدها عوامل الخردل النيتروجيني، على غرار مركبات غاز الخردل المستخدمة في الحرب العالمية الأولى، والتي نجحت في علاج الخلايا السرطانية لمرضى سرطان الدم. قام رايت لاحقًا بدور رائد في العمل التوافقي في مجال العلاج الكيميائي، حيث ركز ليس فقط على إعطاء أدوية متعددة، ولكن أيضًا الاختلافات في الترتيب والجرعات لزيادة فعالية العلاج الكيميائي وتقليل الآثار الجانبية. ونجحت أيضًا في تحديد علاجات سرطان الثدي والجلد، حيث طورت بروتوكولًا للعلاج الكيميائي زاد من عمر المريض المصاب بسرطان الجلد حتى عشر سنوات. كما طورت طريقة غير جراحية، باستخدام القسطرة، لتوصيل عقاقير قوية للأورام الموجودة في عمق الجسم مثل الكبد والطحال. نشرت أكثر من 100 ورقة حول العلاج الكيميائي للسرطان خلال حياتها المهنية وخدمت في هيئة تحرير مجلة Journal of National Medical Association .
خلال حياتها المهنية، تعاونت أيضًا مع عالمة الأحياء وعالم الفسيولوجيا جويل كوب، وهي عالمة أمريكية شهيرة من أصل إفريقي.
بالإضافة إلى البحث والعمل السريري، كانت رايت ممارسة طبية نشطة. ففي عام 1964م، كانت المرأة الوحيدة بين الأطباء السبعة الذين ساعدوا في تأسيس الجمعية الأمريكية لعلم الأورام السريري، وفي عام 1971م، كانت أول امرأة تُنتخب رئيسًا لجمعية السرطان في نيويورك . تم تعيين رايت عميدةً مشاركةً ورئيسةً لقسم العلاج الكيميائي للسرطان في كلية نيويورك الطبية عام 1967م، ومن الواضح أنها كانت أبرز الأطباء الأمريكيين من أصل أفريقي ومن كلية طب بارزة في ذلك الوقت، وبالتأكيد كانت أعلى طبيبة أمريكية من أصل أفريقي. تم تعيينها في المجلس الاستشاري الوطني للسرطان (المعروف أيضًا باسم الهيئة الاستشارية الوطنية للسرطان) من قبل الرئيس الأمريكي ليندون جونسون، الذي عمل في الفترة من 1966 إلى 1970م. ورئيسة لجنة أمراض القلب والسرطان والسكتة الدماغية (1964-1965م). كانت رايت نشطةً أيضًا على المستوى الدولي، حيث قادت وفودًا من أطباء الأورام إلى الصين والاتحاد السوفيتي ودولًا في إفريقيا وأوروبا الشرقية. عملت في غانا عام 1957م وفي كينيا عام 1961، وعالجت مرضى السرطان. من عام 1973 إلى عام 1984 شغلت منصب نائبة رئيس المؤسسة الأفريقية للبحوث والطب .
حصلت رايت على العديد من الجوائز، بما في ذلك درجة الدكتوراه الفخرية في العلوم الطبية من كلية الطب النسائية في بنسلفانيا .
تقاعدت رايت في عام 1985م وعينت أستاذةً فخريةً في كلية نيويورك الطبية عام 1987م. في وصفها لأبحاثها الرائدة في العلاج الكيميائي، قالت للمراسل فيرن إيكمان، «هناك الكثير من المرح في استكشاف المجهول. ليس هناك تشويق أكبر من تجربة تنتهي من خلالها بإسهام نافع.» 

## سيرة ذاتية

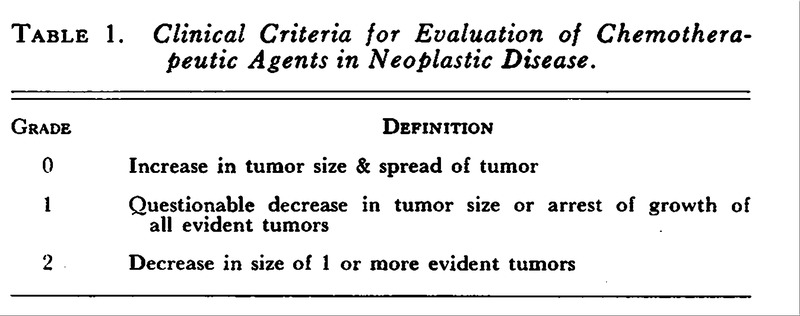
المعايير السريرية لتقييم العوامل العلاجية الكيميائية.

في 27 يوليو 1947م، تزوجت رايت من ديفيد دي جونز وكان للزوجين ابنتان: جين رايت جونز وأليسون جونز. كان زوجها محاميًا وأصبح مؤسس منظمات مكافحة الفقر والتدريب المهني للشباب الأميركيين من أصل أفريقي. لسوء الحظ، في عام 1976م، توفي السيد جونز من قصور القلب. أما اهتماماتها، فبالإضافة إلى حبها للعلوم، كانت جين مولعة برسم الألوان المائية وقراءة روايات الغموض والسباحة والإبحار. عند حصولها على جائزة الاستحقاق من مجلة مادموزيل في عام 1952م، صرحت: «خططي للمستقبل هي مواصلة البحث عن علاج للسرطان. أن أكون أمًا جيدةً لأطفالي، وزوجةً رائعةً لزوجي».

## منشورات مختارة
أوراق بحثية بارزة
- جين رايت، جويل كوب وآخرين. «بحث العلاقة بين الاستجابة السريرية والنسيجية للعوامل الكيميائية العلاجية في سرطان الإنسان»، مجلة نيو إنجلاند الطبية 257 (1957): 1207-1211.
- جين رايت وأخرين. «الآثار المختبرية والسريرية للعقارات الكيميائية على أمراض الأورام في الإنسان»، مستشفى هارلم نشرة 6 (1953): 58-63.

مقالات مراجعة مختارة
- جين ك. رايت، «العلاج الكيميائي للسرطان: الماضي والحاضر والمستقبل - الجزء الأول» ، Journal of the National Medical Association ، v.76، n.8، pp.   773- 784 (1984).

## جوائز
- «جائزة الاستحقاق» من مجلة مادموزيل (1952م) لتقييم فعالية العلاج الكيميائي [22]
- جائزة دامون رونيون (1955م)
- عضوةً منتخبةً في سيغما شي (1962م)
- «جائزة روح الإنجاز»، من كلية ألبرت أينشتاين للطب (1965م) [7]
- هارييت بيتشر ستو جونيور من مدينة نيويورك، قسم النساء بكلية ألبرت أينشتاين للطب (1965م)
- لنكس (1965م)
- دكتوراه في العلوم الطبية من كلية الطب النسائية في بنسلفانيا (1965م)
- عضوةً في ألفا أوميغا ألفا (1966م)
- جائزة هداسا إكليل من الزهور (1967م) [7]
- وسام سميث من كلية سميث (1968م)
- جائزة الجمعية الأمريكية لأبحاث السرطان (1975م) [21]
- جائزة أوتيليا كرومويل من كلية سميث (1981م) [21]

تقديرات
- إطلاق جائزة جين ك. رايت للباحثين الشباب في عام 2011 من قبل الجمعية الأمريكية لعلم الأورام السريري ومؤسسة التغلب على السرطان.
- محاضرة بعنوان : "الأقليات في أبحاث السرطان، جين كوك رايت نموذجاً" ، من الجمعية الأمريكية لأبحاث السرطان، «عن عالمة بارزة قدمت إسهامات جليلة في مجال أبحاث السرطان، والتي، من خلال القيادة والقدوة، شجعت الباحثين من الأقليات في مجال السرطان».[7]
- ذُكرت في حلقة 2014 من Rizzoli and Isles .